# Лагув (гміна, Келецький повіт)
Гміна Лагув (пол. Gmina Łagów) — місько-сільська гміна у східній Польщі. Належить до Келецького повіту Свентокшиського воєводства.
Станом на 31 грудня 2011 у гміні проживало 7000 осіб.

## Територія
Згідно з даними за 2007 рік площа гміни становила 113.03 км², у тому числі:
- орні землі: 67.00%
- ліси: 27.00%

Таким чином, площа гміни становить 5.03% площі повіту.

## Населення
Станом на 31 грудня 2011:
| Опис     | Загалом | Загалом | Чоловіки | Чоловіки | Жінки | Жінки |
| -------- | ------- | ------- | -------- | -------- | ----- | ----- |
| одиниця  | осіб    | %       | осіб     | %        | осіб  | %     |
| все      | 7000    | 100     | 3595     | 51.36    | 3405  | 48.64 |
| міське   | 0       | 100     | 0        |          | 0     |       |
| сільське | 7000    | 100     | 3595     | 51.36    | 3405  | 48.64 |

## Сусідні гміни
Гміна Лагув межує з такими гмінами: Бацьковіце, Беліни, Васнюв, Далешице, Іваніська, Нова Слупія, Ракув.